# Rudolf Latzke
Rudolf Latzke (* 15. Februar 1874 Neudörfl in Österreich-Schlesien; † 17. Januar 1953 in Wien) war ein österreichischer Schuldirektor und Literaturhistoriker.

## Leben
Rudolf Latzke besuchte das Humanistische Gymnasium in Troppau / Mährisch-Schlesien, heute Opava in Tschechien, und legte dort 1894 die Matura ab. Anschließend studierte er Germanistik an der Universität Wien, wo er sich der Oppavia anschloss, einer wehrhaften, antisemitischen akademischen Landsmannschaft schlesischer Studenten. Nach dem Studium arbeitete Latzke als Mittelschullehrer in Korneuburg. Zuletzt war er Direktor der Staatlichen Lehrerbildungsanstalt im Dritten Bezirk Wiens.
Neben seiner Tätigkeit als Schullehrer und -Direktor verfasste Hofrat Dr. phil. Rudolf Latzke zahlreiche Lesebücher. Außerdem gab er historisch-kritische Gesamtausgaben der Werke Peter Roseggers und Ludwig Anzengrubers heraus. Er stand in Briefkontakt mit seinem ehemaligen Realschüler Ludwig Wittgenstein, dem er bei der Publikation seines Wörterbuchs für Volksschulen behilflich war. Latzke war im Wiener Verein Muttersprache aktiv und hielt dort Vorträge. Nach ihm war ab 1954 die 1967 in Zelkinggasse umbenannte Latzkegasse in Leopoldau, heute ein Stadtteil Wiens im 21. Wiener Gemeindebezirk Floridsdorf, benannt. Er wurde am Wiener Zentralfriedhof bestattet. Das Grab ist bereits aufgelassen.

## Lesebücher
- Latzke, Rudolf (1910). Deutsches Lesebuch für österreichische Mittelschulen. Ausgabe B: Für Gymnasien. Wien: Tempsky.
- Latzke, Rudolf (1910). Deutsches Lesebuch für österreichische Mittelschulen. Ausgabe A für Gymnasien und Realgymnasien. Wien: Tempsky.
- Latzke, Rudolf (1910). Deutsches Lesebuch für österreichische Mittelschulen. Ausgabe B: Für Realschulen. Wien: Tempsky.
- Latzke, Rudolf (1910). Deutsches Lesebuch für österreichische Mittelschulen. Ausgabe D: Für Realschulen, ohne mittelhochdeutsche Texte. Wien: Tempsky.
- Latzke, Rudolf (1911). Deutsches Lesebuch für österreichische  Mittelschulen. Ausgabe C: Für Realschulen. Wien: Tempsky.
- Latzke, Rudolf (1929). Deutsches Lesebuch für österreichische Mittelschulen. Ausgabe M. Wien: Hölder-Pichler-Tempsky.
- Latzke, Rudolf (1929). Deutsches Lesebuch für österreichische Hauptschulen. Wien: Hölder-Pichler-Tempsky.

## Weitere Publikationen
- Latzke, Rudolf (1904). Zur Beurteilung Roseggers. Wien: Konegen.
- Latzke, Rudolf (1907). Eine Analyse von Roseggers "Martin der Mann". Wien: Zellmayer. Digitalisat
- Latzke, Rudolf (1921). Geschichte der deutschen Literatur in Nieder-Österreich. Wien: Haase.
- Latzke, Rudolf (1928). Die österreichische Landschaft in der österreichischen Dichtung um die Wende des 18. und 19. Jahrhunderts. Wien : Verein für Landeskunde.
- Latzke, Rudolf (1937). Aus Roseggers Werdezeit. Wien: Österreichischer Bundesverlag für Unterricht, Wissenschaft und Kunst.
- Latzke, Rudolf (1943). Peter Rosegger. Sein Leben und sein Schaffen, nach den Quellen dargestellt. Weimar: Böhlau.
- Latzke, Rudolf (1953). Peter Rosegger. Sein Leben und sein Schaffen. 2. Band. Der ältere und der alte Rosegger. Weimar: Böhlau.
- Latzke, Rudolf (1972). Peter Rosegger als Literat. Graz: Verlag für Sammler.